# Camino cuesta arriba

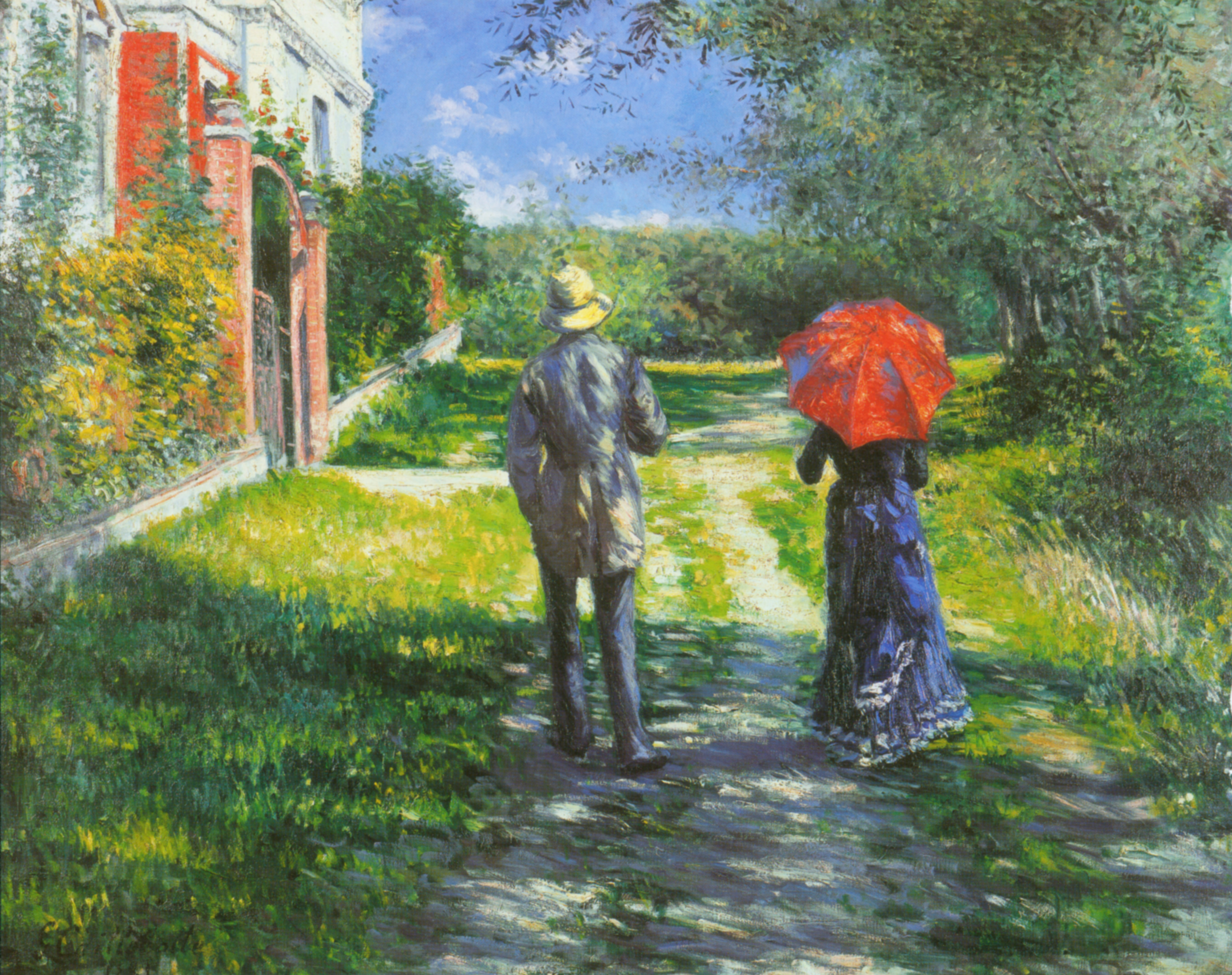
Camino ascendente (1881) Museo Barberini, Potsdam.

Camino cuesta arriba o Camino ascendente es un óleo sobre lienzo del pintor impresionista francés Gustave Caillebotte (1848-1894) que data de 1881. Mide 100 × 125 cm y se encuentra en el Museo Barberini de Potsdam.

## Descripción
Este lienzo grande representa a una pareja burguesa de espaldas subiendo por un camino en verano a lo largo de una villa en Trouville-sur-Mer, cuya entrada está a la izquierda. El camino está bordeado de árboles a la derecha y conduce a un prado más allá del cual se divisa un bosque. La villa ha sido identificada como el «chalet italiano».
La composición es compleja con el triángulo de perspectiva cerrado por el bosque más allá del camino y por encima del sombrero amarillo de paja del hombre y cuya línea izquierda está dibujada por la parte inferior de la valla de la casa. La impresión de profundidad la dan las líneas horizontales dibujadas por juegos de sombras y luces y en el fondo el límite superior del follaje y el cuadrado azul del cielo. El azul de las sombras cae sobre el traje claro del hombre y el vestido azul oscuro de la joven, con algunas salpicaduras amarillas, especialmente, en el caballero, la hierba y la tierra del suelo, para sugerir parches de luz. Estos dos colores están incluidos en los diversos verdes de la naturaleza. En contraste con esta gama cromática, el artista ha puntuado la escena con manchas diagonales rojo anaranjado: desde las contraventanas de la villa iluminadas por el sol, desde los ladrillos del portal y las malvarrosas, hasta el círculo formado por la sombrilla de la joven.
Caillebotte solía hacer muchos bocetos antes de pintar en su estudio. La figura alta y delgada de la izquierda se asemeja a su hermano Martial, con quien vivió hasta 1887, cuando este último se casó. También lo pintó de espaldas, pero sentado, en el famoso cuadro Los naranjos (1878, Museo de Bellas Artes de Houston). Algunos expertos querrían ver en la joven la silueta de la jovencísima Charlotte Berthier a la que el artista acababa de conocer y que no era aceptada por su familia.
Los hermanos Caillebotte pasaban los veranos en la costa de Normandía, ese año en Villers-sur-Mer, cerca de Trouville-sur-Mer, un balneario de moda donde se entregaban a las competiciones en regatas y visitaban a sus parientes. Pero fue unos años más tarde cuando Gustave Caillebotte empezó a pintar seriamente paisajes marinos, hasta entonces había pintado paisajes costeros, sobre todo en 1880, y se ceñía a los paisajes normandos en verano. Esta pintura marca una cierta transición entre los paseos urbanos de años anteriores y el estudio de la naturaleza, ya no a través de los paisajes de Yerres (propiedad familiar vendida dos años antes), sino de Argenteuil y las orillas del Sena en Gennevilliers donde acababan de comprar un terreno en mayo de 1881 y habían comenzado a construir en él una casa de vacaciones.

## Historia
Este lienzo se exhibió en la exposición impresionista de 1882 donde destacó por sus grandes dimensiones y su técnica. La revista humorística Le Charivari llegó incluso a caricaturizarlo. Perteneció a Doris Schultz (1856-1927), una elegante pariente de los hermanos Caillebotte, y luego a su hija Jeanne. No se volvió a mostrar al público hasta la gran exposición retrospectiva de 1994 en el Grand Palais, que redescubrió a Gustave Caillebotte al público francés.
Esta pintura fue subastada en Christie's en Nueva York, el 4 de noviembre de 2003 y fue vendida a un coleccionista privado por 6,73 millones de dólares. Vendida nuevamente el 27 de febrero de 2019 por Christie's, Londres, ahora se conserva en el Museo Barberini en Potsdam, una fundación creada por un empresario privado.